# Seznam članov Mestnega sveta Mestne občine Ljubljana
Seznam članov Mestnega sveta Mestne občine Ljubljana je krovni seznam.

## Seznami
- seznam članov Mestnega sveta Mestne občine Ljubljana (1994-1998)
- seznam članov Mestnega sveta Mestne občine Ljubljana (1998-2002)
- seznam članov Mestnega sveta Mestne občine Ljubljana (2002-2006)
- seznam članov Mestnega sveta Mestne občine Ljubljana (2006-2010)
- seznam članov Mestnega sveta Mestne občine Ljubljana (2010-2014)
- seznam članov Mestnega sveta Mestne občine Ljubljana (2014-2018)
- seznam članov Mestnega sveta Mestne občine Ljubljana (2018-2022)